# Catania F.C. Librino Calcio a 5
La Società Sportiva Dilettantistica a Responsabilità Limitata  Catania F.C. Librino Calcio a 5 è stata una squadra italiana di calcio a 5 con sede a Viagrande, che rappresentava il quartiere Librino di Catania.

## Storia
Fondata nel 1995 come Società Sportiva Dilettantistica Viagrande Calcio a 5, già alla fine del secolo la società approda al campionato di Serie B, rimanendovi per tre stagioni consecutive. Nel 2001 motivi economici spingono la dirigenza a rinunciare alla categoria, ripartendo dai campionati regionali. Dopo appena due anni la società vince la Serie C1 facendo ritorno nei campionati nazionali; pur avendo ottenuto la salvezza, la società rinuncia nuovamente all'iscrizione, ripartendo questa volta dalla Serie D provinciale. La risalita è questa volta più lenta, in contemporanea la squadra viene prelevata dal Dott. Antonio Marletta, odierno presidente, avvenimento che segna la rinascità di questa squadra. Da questo momento l'avvicendarsi di giocatori di alto livello che cambieranno la qualità dell'organico. Il Viagrande di Marletta impiega comunque otto anni per raggiungere la promozione in Serie B, ottenuta grazie alla vittoria della fase nazionale della Coppa Italia di Serie C1. In virtù del positivo secondo posto colto nella stagione 2012-13 (la capolista Libertas Scanzano fece campionato a sé, staccando gli etnei di 20 punti), l'estate seguente la squadra fu ripescata in Serie A2. In previsione dell'esordio nella seconda categoria nazionale, nella stagione 2013-14 la società trasferì il campo da gioco al PalaNitta di Librino, assumendo i colori sociali della città di Catania e affiancando alla denominazione sociale quella di "Catania Calcio a 5", affrontano una stagione ad ottimi livelli fino a raggiungere i play-off  per la serie A. Nella stagione seguente avviene il cambio di denominazione ufficiale a Catania F.C. Librino C5: la sede sociale che rimane a Viagrande mentre il campo di gioco resta al PalaNitta. Al termine della stagione 2018-19, culminata con la retrocessione in Serie C1, la società dismette la prima squadra per concentrarsi sul settore giovanile e scolastico. Tuttavia, alle intenzioni non seguiranno i fatti: nella stagione 2019-20 il Catania FC Librino non partecipa, con nessuna squadra, ad alcuna attività federale, venendo perciò dichiarata inattiva.

## Statistiche e record

### Partecipazioni ai campionati nazionali
| Livello | Categoria | Partecipazioni | Debutto   | Ultima stagione |
| ------- | --------- | -------------- | --------- | --------------- |
| 2º      | Serie A2  | 4              | 2013-2014 | 2016-2017       |
| 3º      | Serie B   | 7              | 1998-1999 | 2018-2019       |

## Colori e simbolo

### Colori
Dalla sua fondazione fino alla stagione 2013-14, i colori sociali del Viagrande sono stati il bianco e l'azzurro. Con il trasferimento del campo di gioco nel quartiere di Librino, la società assunse i colori tradizionali del capoluogo, ovvero il rosso e l'azzurro.

## Palmarès
- Coppa Italia di Serie C1 : 1

2011-12.